# PMT Airlines
PMT Air of Progress Multi Trade is een Cambodjaanse luchtvaartmaatschappij met haar thuisbasis in Phnom Penh.
PMT Air is opgericht in 2003.

## Bestemmingen
PMT Air voerde in winter 2007 lijnvluchten uit naar:
Binnenland:
- Phnom Penh, Ratanankiri, Siem Reap, Sihanoukville.

Buitenland:
- Busan, Hanoi, Seoel.